# Lista de organizações vegetarianas
Esta é uma lista de organizações vegetarianas ou veganas . As organizações vegetarianas estão localizadas em vários locais e regiões ao redor do globo. Seu principal objetivo é promover o  vegetarianismo entre o público e apoiar e vincular indivíduos e organizações que praticam, promovem ou endossam o vegetarianismo.
As maiores organizações vegetarianas são a International Vegetarian Union (IVU) e a Vegan World Alliance (VWA), que atuam como uma organização guarda-chuva.
| Name (English / local (abbreviation))                                                        | Founded | Region served           | Notes                                                                                                   |
| -------------------------------------------------------------------------------------------- | ------- | ----------------------- | --- |
| American Vegan Society (AVS)                                                                 | 1960    | Estados Unidos          | |
| Associação Vegetariana Cristã (CVA)                                                          | 1999    | Mundo                   | Fundada nos Estados Unidos                                                                              |
| Sociedade Holandesa para o Veganismo / Nederlandse Vereniging voor Veganisme (NVV)           | 1978    | Países Baixos           | Anteriormente nomeada como Veganistenkring e Vereniging Veganisten Organisatie                          |
| Earthsave                                                                                    | 1988    | Estados Unidos · Canadá | |
| European Vegetarian Union (EVU)                                                              | 1988    | União Europeia          | Fundada nos Países Baixos, atualmente baseada na Áustria                                                |
| Sociedade Vegetariana da França / Sociéte végétarienne de France (FVS)                       | 1882    | França                  | Fundada em Paris, dissolvida em 1921.                                                                   |
| Hare Krishna Food for Life                                                                   | 1974    | Mundo                   | Fundada na Índia, atualmente baseada na Eslovênia                                                       |
| Indonesia Vegetarian Society (IVS)                                                           | 1998    | Indonésia               | Fundada em Jacarta, atualmente baseada na Indonesia                                                     |
| International Vegetarian Union (IVU)                                                         | 1908    | Mundo                   | Fundada na Alemanha, atualmente baseada no Reino Unido                                                  |
| Jewish Veg                                                                                   | 1975    | América do Norte        | Antes com o nome de Jewish Vegetarians of North America                                                 |
| North American Vegetarian Society (NAVS)                                                     | 1974    | América do Norte        | |
| Peepal Farm                                                                                  | 2014    | Índia                   | |
| Physicians Committee for Responsible Medicine (PCRM)                                         | 1985    | Estados Unidos          | |
| ProVeg Alemanha / ProVeg Deutschland                                                         | 1892    | Alemanha                | Fundada como Vegetarierbund Deutschland (VEBU), renomeada em 2017 quando se uniu à ProVeg International |
| ProVeg Países Baixos / ProVeg Nederland                                                      | 2011    | Países Baixos           | Fundada como Viva Las Vega's (VLV), renomeada em 2018 quando se uniu à ProVeg International             |
| ProVeg International                                                                         | 2017    | Mundo                   | Baseada em Berlim, serve como guarda-chuva para todas organizações ProVeg.                              |
| Swissveg                                                                                     | 1993    | Suíça                   | Conhecida como Schweizerische Vereinigung für Vegetarismus até 2014                                     |
| The Vegan Society                                                                            | 1944    | Mundo                   | Fundada no Reino Unido                                                                                  |
| Tibetan Volunteers for Animals (TVA)                                                         | 2000    | China · Índia           | |
| Toronto Vegetarian Association (TVA)                                                         | 1945    | Canadá                  | |
| Vegan Awareness Foundation                                                                   | 1995    | Estados Unidos          | Também conhecida como Vegan Action                                                                      |
| Vegan Outreach                                                                               | 1993    | Estados Unidos          | |
| Vegan Prisoners Support Group (VPSG)                                                         | 1994    | Reino Unido             | |
| Vegan Society of Indonesia (VSI)                                                             | 2009    | Indonésia               | Fundada em Jacarta, atualmente baseada na Indonésia                                                     |
| Vegetarian Society                                                                           | 1847    | Reino Unido             | |
| Sociedade Vegetariana (Singapore) (VSS)                                                      | 1999    | Singapura               | |
| Viva! Health                                                                                 | 1994    | Reino Unido             | |
| Associação Vegetariana Esperantista Mundial / Tutmonda Esperantista Vegetarana Asocio (TEVA) | 1908    | Mundo                   | Fundado na Alemanha                                                                                     |
| Sociedade Vegetariana Brasileira                                                             | 2003    | Brasil                  | |

## Campanhas e eventos
- Dia sem carne
- Segunda Sem Carne
- Semana Vegetariana
- Orgulho Vegetariano
- Dia Mundial do Veganismo
- Dia Mundial do Vegetariano